# Abaz Kupi
Abaz Kupi, ps. „Bazi i Canes” (ur. 1 sierpnia 1891 w Krui, zm. 15 lutego 1976 w Nowym Jorku) – albański wojskowy (major), polityk, działacz niepodległościowy, uczestnik ruchu oporu podczas II wojny światowej.

## Życiorys
W młodości zajmował się działalnością przestępczą w rejonie Kruji. W 1914 r. stanął na czele miejscowego oddziału samoobrony, strzegącego porządku w mieście. W tym czasie współpracował z Esadem Paszą Toptanim. W 1920 zadeklarował lojalność wobec rządu albańskiego utworzonego w Lushnji i został skierowany do walki z oddziałami armii jugosłowiańskiej w rejonie Kopliku. W czerwcu 1924 r., w czasie przewrotu, dokonanego przez zwolenników Fana Noliego, stanął po stronie legalnego rządu Iliasa Vrioniego, organizując kilkudniową obronę Lezhy. Jego wierność docenił Ahmed Zogu, od którego w 1925 r. otrzymał stopień kapitana i stanowisko dowódcy żandarmerii w Kruji. W 1934 otrzymał awans na majora i został przeniesiony do Durrësu.

## Ruch oporu
W czasie inwazji włoskiej w 1939 r. próbował jako jeden z nielicznych oficerów organizować obronę w Durrësie. Oddział żandarmów, dowodzony przez Kupiego, mając do dyspozycji kilka karabinów maszynowych usadowił się w dogodnym miejscu, w porcie i otworzył ogień do stłoczonych na wybrzeżu żołnierzy włoskich. Albańczyków wypłoszył dopiero ogień włoskich dział okrętowych, ale walki w mieście trwały przez kilka godzin. Według oficjalnych danych włoskich w starciu z oddziałem Kupiego Włosi stracili 25 zabitych, dane albańskie określały straty włoskie na 400 zabitych. 
Po zakończeniu walk zbiegł do Turcji, a jego rodzina pozostała w Albanii i została internowana przez Włochów w Himarze. W 1940 r. przyjechał do Jugosławii, gdzie z pomocą wywiadu brytyjskiego tworzył Front Jedności, jedną z pierwszych organizacji albańskiego ruchu oporu. Niemiecki atak na Jugosławię w 1941 r. przyspieszył likwidację organizacji, a sam Kupi przedostał się do Albanii. W kwietniu 1942 r. wszedł w skład Rady Generalnej Frontu Wyzwolenia Narodowego, która miała reprezentować szeroką koalicję polityczną w albańskim ruchu oporu. Fiasko tej koncepcji spowodowało, że zaczął budować odrębne ugrupowanie monarchistyczne o nazwie Legaliteti. We wrześniu 1944 podległe mu oddziały były regularnie atakowane przez partyzantów komunistycznych, którzy spalili dom rodzinny Kupiego w Krui.

## Na emigracji
24 października 1944 r. Kupi opuścił terytorium Albanii łodzią motorową razem z dwoma synami i tłumaczem po sześciu dniach dotarł do Brindisi. 1 czerwca 1945 ówczesny premier Albanii Enver Hoxha zwrócił się do prezydenta Stanów Zjednoczonych Harry'ego Trumana o wydanie Abaza Kupiego władzom albańskim, w celu jego osądzenia.
W 1945 Kupi próbował tworzyć albański rząd na emigracji, lojalny wobec króla Zoga, ale przedsięwzięcie zakończyło się niepowodzeniem. Na emigracji Związał się z działającym w Rzymie Komitetem Wolnej Albanii (Komiteti Shqipëria e Lire). W 1968 przeniósł się do Stanów Zjednoczonych, gdzie spędził ostatnie lata życia. 
Był żonaty, miał troje dzieci. Po wyjeździe z kraju cała rodzina Kupiego została poddana represjom. Syn Fatbardh został aresztowany przez funkcjonariuszy Sigurimi, a żona i córki internowane w obozie w Tepelenie, a następnie w okolicach Lushnji.
Spoczywa na cmentarzu Maple Grove w nowojorskiej dzielnicy Queens. W 2014 został odznaczony pośmiertnie Orderem Skanderbega. W pobliżu wsi Cudhi (okręg Dibra) znajduje się obelisk poświęcony pamięci Abaza Kupiego, który w pobliżu wsi 4 sierpnia 1943 stoczył bitwę z przeważającym liczebnie oddziałem armii włoskiej.